# Culex khazani
Culex khazani är en tvåvingeart som beskrevs av Edwards 1922. Culex khazani ingår i släktet Culex och familjen stickmyggor. Inga underarter finns listade i Catalogue of Life.